# Tedros Redae
Tedros Tesfu Redae, né le 12 août 1991, est un coureur cycliste éthiopien.

## Biographie
En 2011, Tedros Redae termine troisième d'une étape et huitième du Tour du Rwanda, pour sa première course sur le circuit UCI. 
En 2016, il remporte une étape et le classement général du Tour de l'Éthiopie Zeles Zenawi, nouvelle compétition éthiopienne de l'UCI Africa Tour. Le 16 octobre, il représente son pays lors du championnat du monde sur route à Doha, au Qatar.

## Palmarès
- 2016
  - Tour de l'Éthiopie Zeles Zenawi :
    - Classement général
    - 4e étape

## Classements mondiaux
| Année           | 2012 | 2013 | 2014 | 2015 | 2016 | 2017 |
| --------------- | ---- | ---- | ---- | ---- | ---- | ---- |
| UCI Africa Tour | 129e |      |      |      |      | 233e |